# Salts al Campionat del Món de natació de 1991
La competició de salts al Campionat del Món de natació de 1991 es realitzà al Centre Aquàtic Perth Superdrome de la ciutat de Perth (Austràlia).

## Proves
Es realitzaren sis proves, separades en competició masculina i competició femenina:
- trampolí 1 m (prova nova)
- trampolí 3 m
- plataforma 10 m

## Resum de medalles

### Categoria masculina
| Event            | Or                    | Or     | Plata             | Plata  | Bronze                   | Bronze |
| trampolí 1 m.    | Edwin Jongejans (NED) | 588.51 | Mark Lenzi (USA)  | 578.22 | Wang Yijie (CHN)         | 577.66 |
| trampolí 3 m.    | Kent Ferguson (USA)   | 650.25 | Tan Liangde (CHN) | 643.95 | Albin Killat (GER)       | 619.77 |
| plataforma 10 m. | Sun Shuwei (CHN)      |        | Xiong Ni (CHN)    |        | Georgiy Chogovadze (URS) |        |

### Categoria femenina
| Event            | Or               | Or     | Plata                  | Plata  | Bronze                    | Bronze |
| trampolí 1 m.    | Gao Min (CHN)    | 478.26 | Wendy Lucero (USA)     | 467.82 | Heidemarie Bártová (TCH)  | 449.76 |
| trampolí 3 m.    | Gao Min (CHN)    | 539.01 | Irina Laixkó (URS)     | 524.70 | Brita Baldus (GER)        | 503.73 |
| plataforma 10 m. | Fu Mingxia (CHN) |        | Ielena Miróixina (URS) |        | Wendy Lian Williams (USA) |        |

## Medaller
| Posició | País            | Or | Plata | Bronze | Total |
| 1       | R.P. de la Xina | 4  | 2     | 1      | 7     |
| 2       | Estats Units    | 1  | 2     | 1      | 4     |
| 3       | Països Baixos   | 1  | 0     | 0      | 1     |
| 4       | Unió Soviètica  | 0  | 2     | 1      | 3     |
| 5       | Alemanya        | 0  | 0     | 2      | 2     |
| 6       | Txecoslovàquia  | 0  | 0     | 1      | 1     |
| Total   | Total           | 6  | 6     | 6      | 18    |